# Martijn Rietbroek
Martijn Rietbroek (Geleen, 30 november 1973) is een voormalig Nederlands handbalspeler.

## Biografie
Rietbroek begon op 12-jarige leeftijd met handbal bij Vlug en Lenig. In 1998 ging hij naar Sittardia, maar keerde na twee seizoenen weer terug bij V&L. Met V&L werd hij in 2002 landskampioen. Tijdens zijn afscheidswedstrijd bij Vlug en Lenig scheurt hij zijn kruisbanden af. In 2005 ging Rietbroek weer handballen, ditmaal bij Initia Hasselt. Door blessures zijn hij een punt achter zijn spelerscarrière in 2006.
In 2012 maakt hij een rentree in het handbal bij Limburg Lions. Op hij einde van het seizoen zet hij definitief een punt achter zijn spelerscarrière.
In 2017 ging hij zijn vader assisteren bij Sporting NeLo. Met als doel het halen van de BENE-League, dat uiteindelijk ook lukte.
In 2019 begon Martijn Rietbroek met trainen van de heren E-jeugd van Beekse Fusie Club, samen met zijn vader.

## Privé
Martijn Rietbroek is zoon van voormalig handballer Gabrie Rietbroek.